# Rasmus Albeck
Rasmus Krabsen Albeck (født 21. september 1989 i Albertslund) er en dansk skuespiller og tegnefilmsdubber. Rasmus er uddannet fra Det Danske Musicalakademi som musicalperformer i 2012.

## Filmografi
Spillefilm
- Sunes familie (1997) - Håkon
- Kærlighed ved første hik (1999)
- Tsatsiki, moren og politimanden (1999) - Per Hammar
- Anja og Viktor - Kærlighed ved første hik 2 (2001)
- Anja efter Viktor (2003)
- Stuart Little 2 (2002) - Werner og Tony
- Hund og kat imellem (2001) - Scott Brody
- Tsatsiki - venner for altid (2001) - Per Hammar

Tegnefilm (stemme)
- Tarzan (1999) - Tarzan som ung
- Peter Pan - Tilbage til Ønskeøen (2001) - Bulder

Julekalender
- Brødrene Mortensens Jul (1998,2002)